# Annunciazione di Sarteano
L'Annunciazione di Sarteano è un dipinto a olio su tavola (237x222 cm) di Domenico Beccafumi, databile al 1545-1546 circa e conservato nella chiesa di San Martino in Foro di Sarteano.

## Storia
La pala, una delle ultime opere pittoriche di Beccafumi, è ricordata in un documento del 1548 come realizzata per un tale Antonio di Gabriello da Sarteano e, dopo due anni, non ancora pagata: di ciò si lamentava il pittore coi governatori di Siena. Nel documento si legge anche che era stata allogata verso il 1545 e vi si accenna inoltre a "più figure" che dovevano esser presenti in una predella oggi perduta. La tavola proviene dalla pieve di Santa Vittoria, della quale oggi sopravvivono solo alcuni resti.

## Descrizione e stile
Il pittore ambientò il soggetto in uno scenario tradizionale, un ordinato palcoscenico il cui senso teatrale dell'insieme è accentuato dal drappo verde che sta avvolto nella parte superiore come una specie di sipario, con un grande arco aperto sul paesaggio ispirato dal Perugino. La sua Annunciazione è avvolta in una complessa orchestrazione di luci incidenti e baluginii, che accende colori cangianti e non convenzionali e che tendono quasi a liquefarsi. Non proviene infatti dall'apertura sul cielo nello sfondo il fascio che rischiara Maria, ma da destra, e proietta un'ombra netta sul pavimento e rischiarando anche l'angelo, in volo a sinistra. Si tratta di un'angolazioine molto originale, probabilmente legata alla disposizione della pala nella chiesa, poiché tradizionalmente è da dietro l'angelo che proviene la luce, simboleggiante la volontà divina. Il gesto di ritrosia di Maria cita, aggiornandolo in chiave moderna, la celebre Annunciazione di Simone Martini già nel Duomo di Siena. In alto, nella zona ombrosa, appare invece la colomba dello Spirito Santo. 